# 暮光之城系列
《暮光之城系列》小說（英語：Twilight Saga）是史蒂芬妮·梅爾的作品，共有四集，以及兩本外傳，以男主角愛德華·庫倫的觀點來敘述暮光之城系列的故事。系列依照順序分別是《暮光之城：暮色》（Twilight）、《暮光之城：新月》（New Moon）、《暮光之城：蝕》（Eclipse）、《暮光之城：破曉》（Breaking Dawn）、《布莉的重生─暮光之城：蝕外傳》（The Short Second Life of Bree Tanner）及《暮光之城：午夜陽光》（Midnight Sun）。
小說系列中場景包含許多地點，大部分均設定在美國西北方的著名景點，版權轉售至三十多國，並擁有超過二十種語言的譯本。

## 作者
作者史蒂芬妮·梅爾擁有「第二羅琳」稱號。畢業於楊百翰大學，擁有英文學士學位。目前居住於亚利桑那州鳳凰城。第一本小說《Twilight》出版後，她便因此系列小說而被書店票選為2005年最佳新秀作家之一。

## 出版時間
- 《暮光之城》：2005年於美國出版
- 《暮光之城：新月》：2006年於美國出版
- 《暮光之城：蝕》：2007年於美國出版
- 《暮光之城：破曉》：2008年於美國出版
- 《暮光之城外傳：布莉的重生》（[] 错误：{{Lang}}：无文本（帮助））：2010年於美國出版
- 《暮光之城：午夜陽光》：2020年於美國出版

## 故事大綱
暮光之城《Twilight》：女主角貝拉為了讓媽媽芮妮能跟她媽媽的新丈夫費爾可以為了工作到處跑，她選擇從繁華而陽光充沛的鳳凰城搬到偏僻且陰雨綿綿的福克斯，和她爸爸查理一起住。這是一個她最討厭的地方。她原本以為新生活會非常的枯燥乏味，但自從遇見了神秘又迷人的愛德華後，她的生活出現了180度的改變。他們的心互相深深的吸引著對方，但她發現庫倫一家人都是吸血鬼──這在拉布席是鮮為人知的秘密，而貝拉是吸血鬼眼中特別美味的食物。雖然愛德華及他的家人都控制住他們對鮮血的渴望，不過這並不代表其他的狩獵者也會同樣放棄。最後所有人都身陷困境，特別是貝拉，愛德華最愛的人。
暮光之城：新月《New Moon》：愛德華剛從一個邪惡的吸血鬼詹姆斯手中救回貝拉的小命，但是貝拉卻又差點被愛德華的家人(賈斯柏)殺死，愛德華和他的家人為了貝拉的安全而搬離福克斯鎮；庫倫一家人突然的離去使貝拉非常痛苦，她遇到了狼人們，後來知道雅各也是狼人；同時，詹姆斯的伴侶維多利亞為了復仇也計劃獵殺貝拉；貝拉在一次到懸崖跳水，令愛德華以爲貝拉已死，打算到義大利找佛杜里家族的麻煩來自殺；貝拉及時趕到拯救了愛德華；但因爲佛杜里家族不允許人類知道吸血鬼的存在，貝拉必須儘快變成吸血鬼，而愛德華也答應了她，在畢業後改變她。
暮光之城：蝕《Eclipse》：西雅圖發生了一連串的屠殺事件，維多利亞正在創造一個吸血鬼新手大軍來獵殺貝拉以及庫倫一家，貝拉再度身陷於危險之中。儘管如此，她仍就必須做的是──在最愛的人與最好的朋友之間作出抉擇。她知道，她的抉擇將會在吸血鬼與狼人之間引發激烈的爭鬥。可是，她所要抉擇的，還不止這一個...
暮光之城：破曉《Breaking Dawn》：系列的最後一集，貝拉與愛德華結婚了，貝拉在蜜月期間懷孕了，是一個半人類、半吸血鬼的混血兒（芮妮思蜜）。胎兒長得飛快，貝拉肚子越來越大，幾個星期就幾乎長成了10個月大的嬰兒的大小。同時嬰兒很強壯，後來甚至踢斷了貝拉的肋骨和骨盆，但是貝拉仍然堅持生出這個她認為是孩子的東西，使愛德華幾乎擔心得快要瘋了。後來經過愛德華、艾利絲和卡萊爾的研究發現，這些孩子是用自己的牙咬破母親的肚子自己出生的，這使愛德華很懊惱，可是貝拉堅持說如果她快死了就讓愛德華在最後關頭改變她。而這期間雅各也經常來探訪，三人的關係緩和了不少。但是芮妮思蜜出生後貝拉不幸心臟停止跳動，愛德華迫不得已把自己的毒液注入貝拉心臟，因此改變了貝拉。貝拉昏迷了3天後醒過來，眼睛一睜開，發現自己鮮紅色的瞳孔...德利納家族的艾琳娜發現了芮妮思蜜後，誤以爲她是不被允許存在的「不朽孩童」。因此佛杜里家族決定出面干涉...
布莉的重生－暮光之城：蝕外傳《The Short Second Life of Bree Tanner》：由《蝕》延伸的外傳，描述書中新生吸血鬼布莉短暫的一生，2010年6月5號於美國開賣。史蒂芬妮·梅爾原本只想寫一小段放於電影導覽書中，沒想到卻寫了200多頁，於是決定獨立出書。
暮光之城：午夜陽光《Midnight Sun》：以愛德華的角度看暮光之城。作者史蒂芬妮·梅爾在部落格中表示，由於手稿外流而導致暫停繼續創作該作品。最後終於在2020年8月4日正式出版。
愛德華在十七歲時成為吸血鬼，之後又活了近百年。面對近百年來第一個愛上的女孩，內心裡有著喜悅，喜悅之餘又覺得身為吸血鬼的自己不配得到這麼美好的女孩；雖然這麼擔心著，愛德華卻怎麼樣都無法從貝拉身邊離開，選擇了一次又一次的替自己找理由待在貝拉身邊。
透過愛德華的觀點訴說的這個故事不僅令人難忘，也更為黑暗。 讀完本書，我們將更瞭解愛德華令人著迷的過去以及複雜的思緒，也將明白為什麼遇見貝拉令他感到無比煎熬。如果順從心之所欲就意味著貝拉將置身險境，他又怎能這麼做？
書裡也會揭露愛德華在第一次離開貝拉時發生了什麼事讓他決定再回來？在安吉拉斯港騷擾貝拉的四個男人，最後有何下場？被吸血鬼獵殺而受傷之後，為了讓家人與朋友安心，艾利絲精心布置了貝拉出事旅館的的一切......

## 小說封面

### 暮光之城
作者指出，小說封面上的蘋果代表聖經《創世記》內分別善惡樹上的禁果。象徵男女主角之間，人類與吸血鬼禁忌的愛戀。在書的開頭引用《創世記》2:17的內容：
只是分別善惡樹上的果子，你不可吃，因為你吃的日子必定死。

同時也代表了貝拉如何分辨善惡 － 選擇吃下與否那顆禁忌的果實，這比喻了選跟愛德華在一起或永遠分離。

### 新月
那朵色彩斑駁的鬱金香，作者史蒂芬妮·梅爾表示它沒有代表任何意義。因為她沒有參與這集的封面選擇（選擇這鬱金香的某些原因是因它掉落下來的鮮紅花瓣就像《新月》裡貝拉在生日派對上被紙片割傷時流出的鮮血）。而「New Moon」這個書名，則代表貝拉人生中最黑暗的時期。

### 蝕
那條快斷的緞帶，代表「選擇」。就像書裡，貝拉要從她的吸血鬼愛人愛德華，和她的狼人好朋友雅各之間作出選擇。緞帶的另外一個意義則是代表貝拉似斷非斷，不能完全脫離她的人類生活。

### 破曉
那顆紅色的西洋棋則象徵貝拉從故事的一開始在棋盤上，完全是顆最弱的小卒。這也正喻意她在整個暮光之城系列的蛻變與成長由一個軟弱，需被保護的角色，轉變為一個保護大家的角色。牽涉到權力轉移...到最後，她變成了最強大的女王。就像玩西洋棋一樣，一步一步的走，最後得到她想要的。

### 布莉的重生
那個快要流逝完的沙漏，代表「生命的流逝」，意指布莉在書中短暫的吸血鬼生命的過程，演變就像沙漏一樣快速的流失。

### 午夜陽光
在古希臘神話中，石榴籽代表了冥界之神黑帝斯和妻子波瑟芬妮的聯繫。一旦她吃了種子，他們就將永遠在一起。
對貝拉來說，愛德華之於她，就如同石榴之於冥界王后波瑟芬妮。美味、誘人，她想一口吃下，也做好一旦吃下便身不由己的心理準備。
對愛德華來說，貝拉之於他，就如同冥界王后波瑟芬妮之於冥王。他千方百計想留下她，卻又因為強烈的道德感而不想改變貝拉的命運。
然而愛德華控制不住對貝拉的好，彷彿餵她吃下一顆又一顆的石榴籽，兩人的未來終將往失控的方向走去......

## 獎項及評價
本書版權轉售至30多個國家，擁有超過20種語言譯本，曾獲得以下殊榮：
- 《紐約時報》主編精選
- 《出版人週刊》年度最佳好書
- 最近十年最佳好書（亞馬遜網路書店）
- 青少年十大最佳叢書（美國圖書館協會）
- 《青少年雜誌》暢銷書排行榜

## 電影
1. 2008年12月12日《暮光之城：無懼的愛》。
2. 2009年12月4日《暮光之城2：新月》。
3. 2010年6月30日《暮光之城：蝕》。
4. 2011年11月18日《吸血新世紀4：破曉傳奇上集》（上集）
5. 2012年11月16日《吸血新世紀4：破曉傳奇下集》（下集）

## 外部連結
- The Twilight Saga Hong Kong Fans Club | 暮光之城 香港後援會（非官方） （页面存档备份，存于）